# Ashland (Kentucky)
Ashland è una città degli Stati Uniti d'America, nella contea di Boyd, nello Stato del Kentucky. Qui venne fondata, nel 1924, l'azienda chimica omonima.